# Cuaespinós de la Guaiana
El cuaespinós de la Guaiana (Synallaxis gujanensis) és una espècie d'ocell de la família dels furnàrids (Furnariidae).
Viu entre la vegetació propera al bosc humid i sotabosc espinós de les terres baixes per l'est dels Andes, des del sud-est de Colòmbia, est i sud de Veneçuela i Guaiana, cap al sud, a través de l'est d'Equador i est de Perú fins al nord i l'est de Bolívia i l'oest, centre i nord del Brasil.